# Nathan Deakes
Nathan Deakes (né le 17 août 1977) à Geelong, Australie, est un athlète australien, spécialiste de la marche, champion du monde du 50 km marche en 2007 à Osaka.

## Biographie
Nathan Deakes dispute ses premiers grands championnats à l'occasion des Mondiaux de Séville en 1999, finissant 7e du 20 km marche. Lors des Jeux olympiques de Sydney l'année suivante, il concourt à la fois au 20 km et au 50 km marche, se classant respectivement 8e et 6e.

### Médaille de bronze olympique à Athènes (2004)
4e du 20 km aux championnats du monde d'Edmonton en 2001, l'Australien signe un doublé sur 20 et 50 km lors des Jeux du Commonwealth à Manchester. Aux Jeux d'Athènes en 2004, il décroche la médaille de bronze en 1 h 20 min 03 s derrière l'Italien Ivano Brugnetti et l'Espagnol Paquillo Fernández.
En 2005, il est absent des Mondiaux de Helsinki pour cause de blessure, alors qu'il avait signé plus tôt dans la saison le record d'Océanie du 20 km marche en 1 h 17 min 33 s.

### Record du monde du 50 km (2006)
Privilégiant peu à peu le 50 km, Nathan Deakes établit un nouveau record du monde de la distance le 2 décembre 2006 dans sa ville natale de Geelong, avec un chrono en 3 h 35 min 47 s. Déjà auteur d'un nouveau doublé aux Jeux du Commonwealth de Melbourne quelques mois plus tôt, il est désigné meilleur athlète masculin australien de l'année 2006. Son record du monde sera amélioré en 2008 par le Russe Denis Nizhegorodov, en 3 h 34 min 14 s, mais constitue toujours le record d'Océanie.

### Titre mondial à Osaka (2007)
En septembre 2007, Deakes est sacré champion du monde du 50 km à Osaka. Dans le groupe de tête jusqu'au 32ème kilomètre, il parvient à suivre l'attaque de Yohann Diniz puis dépasse le Français, avant de couper la ligne d'arrivée en solitaire en 3 h 43 min 53 s, devançant le Français et l'Italien Alex Schwazer.
Forfait pour les Jeux de Pékin en raison d'une blessure au tendon, l'Australien ne fait véritablement son retour qu'en 2011. Lors des Mondiaux de Deagu, il mène la course jusqu'au 30ème kilomètre mais doit s'arrêter à de nombreuses reprises à cause d'une blessure à une cuisse, qui le contraint finalement à abandonner. Présent aux Jeux olympiques de Londres en 2012 pour sa dernière compétition, il reste dans le peloton de tête jusqu'au 35ème kilomètre mais subit ensuite une défaillance, et doit se contenter d'une 19e place en 3 h 48 min 45 s.

## Palmarès

### Jeux olympiques d'été
- Jeux olympiques d'été de 2004 à Athènes ( Grèce)
  -  Médaille de bronze sur 20 kilomètres marche

### Championnats du monde d'athlétisme
- Championnats du monde d'athlétisme 1999 à Séville ( Espagne)
  - 7e sur 20 kilomètres marche

- Championnats du monde d'athlétisme 2001 à Edmonton ( Canada)
  - 4e sur 20 kilomètres marche

- Championnats du monde d'athlétisme de 2007 à Osaka ( Japon)
  -  Médaille d'or sur 50 kilomètres marche en 3 h 43 min 53 s

### Jeux du Commonwealth
- Jeux du Commonwealth de 1998 à Kuala Lumpur ( Malaisie)
  -  Médaille de bronze sur 20 kilomètres marche

- Jeux du Commonwealth de 2002 à Manchester ( Angleterre)
  -  Médaille d'or sur 50 kilomètres marche
  -  Médaille d'or sur 20 kilomètres marche

- Jeux du Commonwealth de 2006 à Melbourne ( Australie)
  -  Médaille d'or sur 50 kilomètres marche
  -  Médaille d'or sur 20 kilomètres marche

### Goodwill Games
- Goodwill Games de 2001 à Brisbane ( Australie)
  -  Médaille d'or sur 20 kilomètres marche

## Records
| Épreuve      | Performance               | Lieu    | Date            |
| ------------ | ------------------------- | ------- | --------------- |
| 20 km marche | 1 h 17 min 33 s (NR) (AR) | Cixi    | 23 avril 2005   |
| 50 km marche | 3 h 35 min 47 s (NR) (AR) | Geelong | 2 décembre 2006 |